# Corynosoma anatarium
Corynosoma anatarium är en hakmaskart som beskrevs av Van Cleave 1945. Corynosoma anatarium ingår i släktet Corynosoma och familjen Polymorphidae. Inga underarter finns listade i Catalogue of Life.